# Personagem original

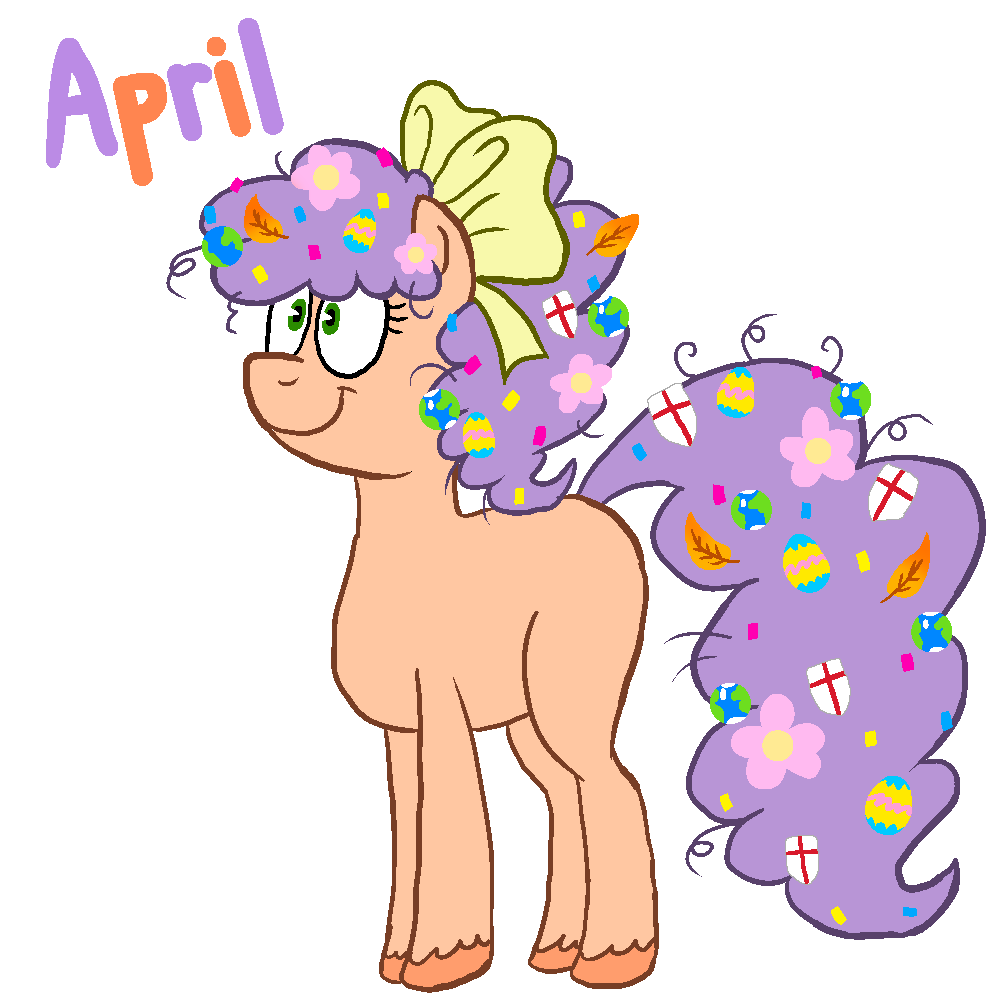
Exemplo de personagem original

Um personagem original é bastante utilizado em fanfics e artistas que gostam de utilizar um personagem criados por eles para fazer pequenas histórias no intuito de divertir seus seguidores na internet. Personagem original é chamado de "OC" na internet, uma gíria que significa "Original Character".
Um personagem original é uma criação totalmente inventada por quem o desenvolve, sem qualquer vínculo com o cânone de alguma obra original. Já um personagem de fã, apesar de ser elaborado por um admirador, está profundamente inspirado no universo ou nos personagens de um fandom específico, embora não integre a narrativa oficial.

## Online
Na internet tem um maior número de personagens originais feitos por artistas, como no X, Pinterest e Devianart, onde os desenhistas postam desenhos de seus personagens originais em situações diversas, para fins cômicos, interessantes, trágicos, etc. Geralmente essas situações são mostradas por desenhos únicos e por comics curtas, com poucos quadros mostrando o que acontece.